# Saint-Georges-d'Annebecq
Saint-Georges-d'Annebecq là một xã trong tỉnh Orne, vùng Normandie tây bắc nước Pháp. Xã Saint-Georges-d'Annebecq nằm ở khu vực có độ cao trung bình 232 mét trên mực nước biển.